# Sankt Görans kyrka, Néa Moudhaniá
Sankt Görans kyrka (grekiska: Εκκλησία του Αγίου Γεωργίου) är en grekisk-ortodox kyrkobyggnad belägen i Néa Moudhaniá, i regionen Mellersta Makedonien, i Grekland.
Kyrkan är helgad åt den romerske martyren, soldaten och helgonet Sankt Göran och tillhör Kassandria stift i Konstantinopels ekumeniska patriarkat, men som är administrerat av Greklands kyrka.

## Historik
Sankt Görans kyrka i Néa Moudhaniá invigdes den 24 oktober 2004. Kyrkan byggdes enligt ritningar av arkitekten och ingenjören Dimitrios Christidis.

## Invetarier
Inne i kyrkan finns reliker från bland annat kyrkans skyddshelgon, Sankt Göran.

## Bilder

Närbild på kyrkan.
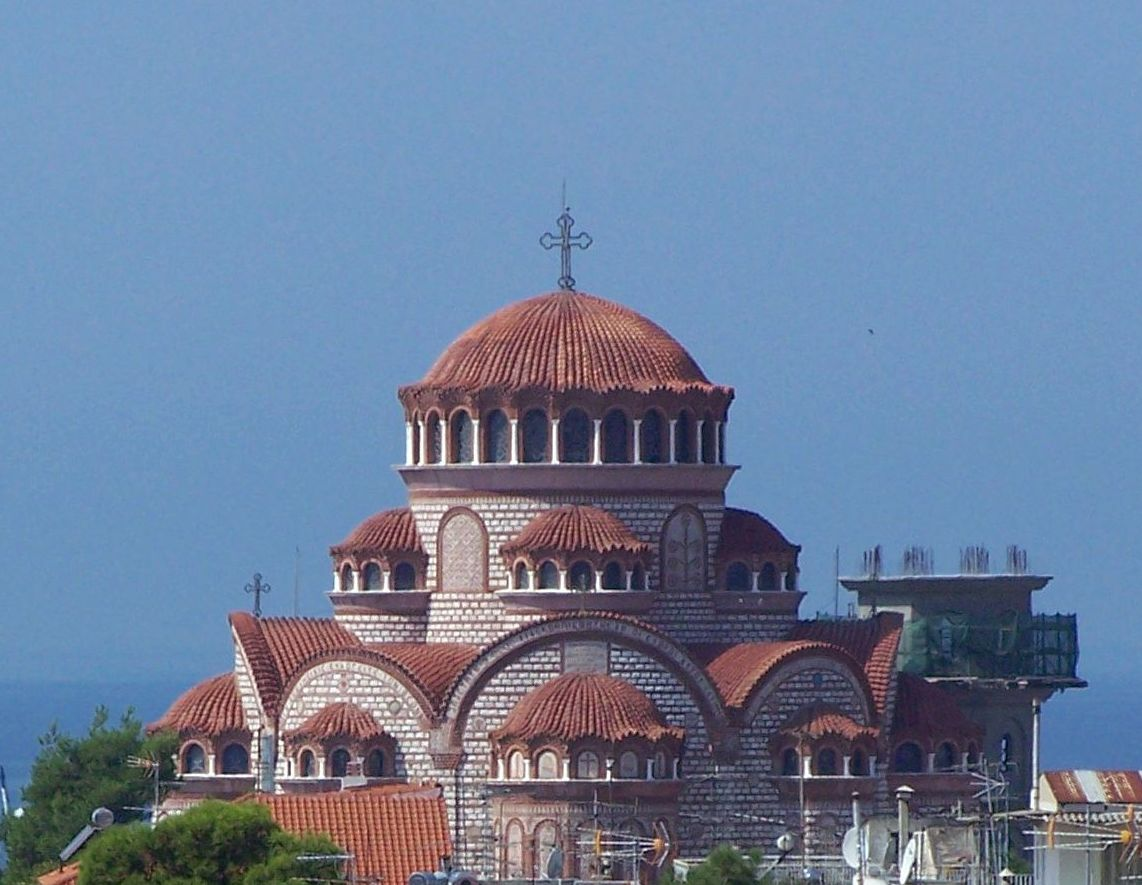
Kyrkan under byggnation (september 2009).